# Carlo Cecere
Carlo Cecere (Grottole, 7 novembre 1706 – Napoli, 15 febbraio 1761) è stato un compositore e musicista italiano.

## Biografia
Quasi nulla si sa della sua vita. Figlio di Domenico Cecere e Antonia Cangiano, fu attivo in vita come compositore sia d'opere comiche, per le quali utilizzò soprattutto i libretti di Pietro Trinchera, che di musica strumentale. È attualmente principalmente noto per aver messo in musica La tavernola abentorosa di Trinchera e andata in scena nel febbraio del 1741 un lavoro che all'epoca offese sia l'autorità statali che della Chiesa: infatti l'opera, rappresentata all'abbazia di Monte Oliveto Maggiore, fu destinata a un pubblico privato composto quasi esclusivamente da ecclesiasti. Cecere inoltre, nella sua epoca, ebbe anche una certa fama di strumentalista. Fu definito un eccellente contrappuntista, nonché buon violinista. Probabilmente egli fu attivo anche come flautista. I suoi lavori strumentali presentano le medesime caratteristiche della musica da camera italiana degli anni quaranta-sessanta del Settecento, caratterizzata dalla presenza di brevi idee melodiche alquanto prive di soggettività, con frequenti ripetizioni, e da un linguaggio armonico assai limitato.

## Composizioni

### Opere
Tutti i lavori operistici di Cecere sono opere buffe.
- Lo secretista (libretto di Pietro Trinchera, 1738, Napoli)
- La taveronla abentorosa (libretto di Pietro Trinchera, 1741, Monteoliveto)
- Lo Rosmonda (libretto di Antonio Palomba, 1755, Napoli)

### Musica strumentale
- 25 duetti per 2 flauti (o due violini)
- 2 concerti per flauto e orchestra
- Concerto per 2 flauti e basso
- Concerto per faluto, violini e basso
- Concerto per mandolino, violini e basso
- Sonata per violoncello e basso
- Divertimenti per 2 flauti e violoncello